# Lengua de señas uruguaya
La lengua de señas uruguaya (LSU) es la lengua de señas de las personas sordas en Uruguay. Está en uso desde 1910, y en 2001 fue reconocida como lengua natural para las personas sordas y sus comunidades por la Ley N.º 17378.

## Formación
Desde 1991 CINDE imparte cursos de lengua de señas Uruguaya de diferente duración, así como una carrera de nivel terciario de Intérprete de LSU. Desde 2003 la Universidad de la República también ofrece una Tecnicatura en Interpretación y Traducción LSU-Español.

## Historia
Está en uso constantemente desde 1910 con la creación de la Escuela N.º 197 Ana Bruzzone de Scarone, aunque los orígenes de LSU se encuentran en 1891 según Libro Matriz de Instituto Nacional de Sordomudos de Manuel Collazo Villar, el profesor español radicado en Uruguay que estuvo a cargo de la primera clase brindada para alumnos sordos. El mismo libro afirmó que la metodología fue gestual, es decir, utilizando señas y el alfabeto manual. Uno de alumnos sordos de Collazo Villar fue Ernesto Ucar, fundador y primer presidente de ASMU (Actual Asociación de Sordos del Uruguay). Ernesto Ucar fue el padre de la comunidad sorda uruguaya.
En 2001 fue reconocida como lengua oficial por la Ley N.º 17378 gracias a las iniciativas conjuntas de ASUR (Asociación de Sordos del Uruguay), CINDE (Centro de Investigación y Desarrollo para la Persona Sorda) y APASU (Asociación de Padres y Amigos de Sordos del Uruguay).
El plan de la educación bilingüe en las escuelas de sordos fue aprobado en el año 1987. Años después, en el año 1996 los liceos uruguayos comenzaron a contar con intérpretes para estudiantes sordos (Liceo 32 Guayabó en 1996 y IAVA en 1999). Casi 10 años después los estudiantes sordos de la Universidad de la República comenzaron a contar con servicios de interpretación de LSU.
El diccionario bilingüe LSU-Español fue publicado en el año 2007 por la iniciativa de CINDE y ASUR.
El día nacional de LSU se celebra en el 25 de julio desde 2020 y fue propuesto por la Asociación de Sordos del Uruguay y la comunidad sorda uruguaya apoyó la propuesta. La elección de esta fecha se debe a dos razones, el aniversario de la aprobación de la ley de reconocimiento de LSU en 2001 y el aniversario del nacimiento de la Escuela N.º 197 Ana Bruzzone de Scarone en 1910.